# Мурсала
Мурсала, или Мусала (индон. Pulau Mursala) — небольшой остров у западного побережья Суматры. Административно относится к провинции Северная Суматра, входит в состав округа Центральное Тапанули. Площадь острова составляет 80 км². 
Расположен к юго-западу от Суматры в Индийском океане. Находится примерно в 25 километрах к западу от города Сиболга.
Остров известен большим водопадом на западной стороне. Небольшой островок к востоку от Мурсалы, Пантаи-Пулау-Путри, известен своими пляжами. Остров Мурсала — одно из немногих местообитаний вида dipterocarpus cinereus, который до 2013 года считался вымершим.
Согласно некоторым источникам, на острове снимались части фильма Питера Джексона «Кинг-Конг» 2005 года.